# Дем'яново (смт)
Дем'я́ново (рос. Демьяново) — селище міського типу у складі Підосиновського району Кіровської області, Росія. Адміністративний центр Дем'яновського міського поселення.

## Населення
Населення становить 4953 особи (2017; 5558 у 2010, 6423 у 2002).

## Історія
Селище було засноване 1954 року при будівництві Підосиновського лісоперевалочного комбінату на березі річки Юг, який після розпаду СРСР був перетворений у ЛПК «Полеко». На всесоюзне будівництво були направлені комсомольці з усієї країни. Назву селище отримало від сусіднього присілка з такою ж назвою. 1960 року селище отримало статус селища міського типу.